# Fitness (Sitcom)
Fitness war eine österreichische Sitcom, die 1994 produziert wurde.

## Produktion
Die im ORF ausgestrahlte Sitcom Fitness wurde nach US-amerikanischem Vorbild vor Live-Publikum gedreht. Als Produktionsfirma fungierte die österreichische MR Film. Die Serie bestand aus einer Staffel mit 14 Episoden. Regie führten Paul Harather und Thomas Enzinger, an der Kamera war Karl Kases.

## Besetzung
| Darsteller            | Rolle   |
| --------------------- | ------- |
| Jörg Stelling         | Viktor  |
| Michael Thomas        | Marcel  |
| Louis Strasser        | Leo     |
| Alexandra Haring      | Sandra  |
| Susanne Altschul      | Helga   |
| Victor Couzyn         | Hans    |
| Miguel Herz-Kestranek | Herbert |
| Dagmar Kutzenberger   | Iris    |